# Мулова черепаха скорпіонова
Мулова черепаха скорпіонова (Kinosternon scorpioides) — вид черепах з роду Американські мулові черепахи родини Мулові черепахи. Має 4 підвиди.

## Опис
Загальна довжина досягає 15-18 см. Спостерігається статевий диморфізм: самці більші за самиць. Голова помірного розміру, трохи сплощена. Морда дещо загострена, очі великі. Карапакс трохи овальний, центральна частина сплощена. По ньому проходить 3 поздовжні кілі. Ноги короткі, потужні. Пластрон складається з 3 поєднаних між собою частин. На кінчику хвоста знаходиться шип, нагадуючи скорпіона.
Голова, ноги й хвіст сірого кольору. Карапакс має коричневе забарвлення. Пластрон — жовтого кольору.

## Спосіб життя
Веде напівводний спосіб життя. Часто проводить час серед рослин та коріння. активна на світанку та у присмерку. Харчується рибою, земноводними, комахами, молюсками й кільчастими хробаками. У спекотну період ховається, зарившись у мул.
Парування відбувається у воді. після чого самиця відкладає у ямку на березі від 2 до 9 білих еліпсоподібних яєць.

## Розповсюдження
Мешкає у південній Мексиці, Центральній Америці, Колумбії, Еквадорі, Венесуелі, Гаяні, Суринамі, Гвіані, Бразилії, Перу, Болівії, Парагваї, північній Аргентині. Зустрічається також на о. Тринідад.

## Підвиди
- Kinosternon scorpioides scorpioides
- Kinosternon scorpioides abaxillare
- Kinosternon scorpioides albogulare
- Kinosternon scorpioides cruentatum